# Rutschung P
Das Naturschutzgebiet Rutschung P liegt im Landkreis Görlitz in Sachsen, südöstlich von Jauernick-Buschbach, einem Ortsteil der Gemeinde Markersdorf, direkt am sich östlich erstreckenden Berzdorfer See. Nördlich des Gebietes verläuft die S 111, östlich verlaufen die B 99 und die Staatsgrenze zu Polen.
Bis zur Einstellung der Förderung wurden ca. 318 Millionen Tonnen Braunkohle gefördert und 673 Millionen Kubikmeter Abraum bewegt. 
Rutschungen traten beim Kohleabbau im Berzdorfer Becken an verschiedenen Stellen auf; sie wurden nach ihrem zeitlichen Auftreten alphabetisch durchnummeriert. Die größte ist die Rutschung P im Westteil der Grube, die seit 1981 auftrat, als im Zuge der fortlaufenden Kohleförderung Geschiebelagen über dem Grundgebirge, vorrangig Sand, Kies, Lehm und Mergel, über eine Länge von etwa 1800 Metern hangabwärts in Bewegung gerieten. Die aktiven Rutschungen wurden um 1993 mit dem Ablagern von Abraum auf dem ehemaligen Tagebau-Westfeld verlangsamt. In Stützkippen wurden etwa hundert Millionen Kubikmeter an Gesteinsmasse verkippt, Flanken auf beiden Seiten der Rutschung aufgeweitet, das Grundgebirge angeschnitten und das Deckgebirge entlastet. Folgerutschungen konnten so weitgehend gestoppt werden, dennoch bleibt die Rutschung P ein instabiler Raum, der für die menschliche Nutzung gesperrt und 2004 als Lebensraum für seltene Tier und Pflanzenarten ausgewiesen wurde. Entwicklungsziel ist dabei "die eigendynamische Entwicklung eines vielfältigen Biotopmosaiks aus unterschiedlichen Vorwaldstadien, ruderalen Gras- und Hochstaudenfluren, Sümpfen, naturnahen Kleingewässern und Rohbodenstandorten. Langfristiges Entwicklungsziel ist hier die Etablierung der potentiell natürlichen Waldgesellschaften." 
Der Uferweg um den See führt auf einer Länge von zwei Kilometern durch das Naturschutzgebiet.

## Bedeutung
Das 112 ha große Gebiet mit der NSG-Nr. D 106 wurde im Jahr 2007 unter Naturschutz gestellt. 